# Sai oua
La sai oua,, saï ua, say houaa (lao : ໄສ້ອັ່ວ ; thaï :ไส้อั่ว) est un type de saucisse épicée faisant partie des cuisines laotienne,, et du nord de la Thaïlande,,.Saucisse laotienne est un terme général utilisé pour décrire les saucisses de style laotien que l'on trouve au Laos, dans le nord et le nord-est de la Thaïlande.

## Étymologie
Sai oua est un ancien mot laotien désignant une saucisse, littéralement sai (intestin) oua (farci).

## Histoire
La sai oua est une saucisse épicée qui serait originaire de Luang Prabang, au Laos. Luang Prabang était autrefois la capitale royale et le siège du pouvoir du royaume de Lan Xang (1353-1707). L'ancienne ville de Luang Prabang est considérée comme le berceau de la culture et de la cuisine laotienne. Au sommet de sa puissance, l'influence de Luang Prabang s'étendait des frontières de Sipsongpanna (Chine) à Stung Treng (Cambodge), de la frontière orientale le long de la chaîne Annamitique avec le Viêt Nam à la frontière occidentale du plateau de Khorat (nord-est de la Thaïlande (Isan)) et de son royaume frère de Lanna

## Composition
Cette saucisse est faite de porc haché et assaisonné de citronnelle, de galanga, de feuilles de citron vert kaffir, d'échalotes, de coriandre, de piments, d'ail, de sel, de riz gluant et de sauce de poisson (padaek).

Consommation
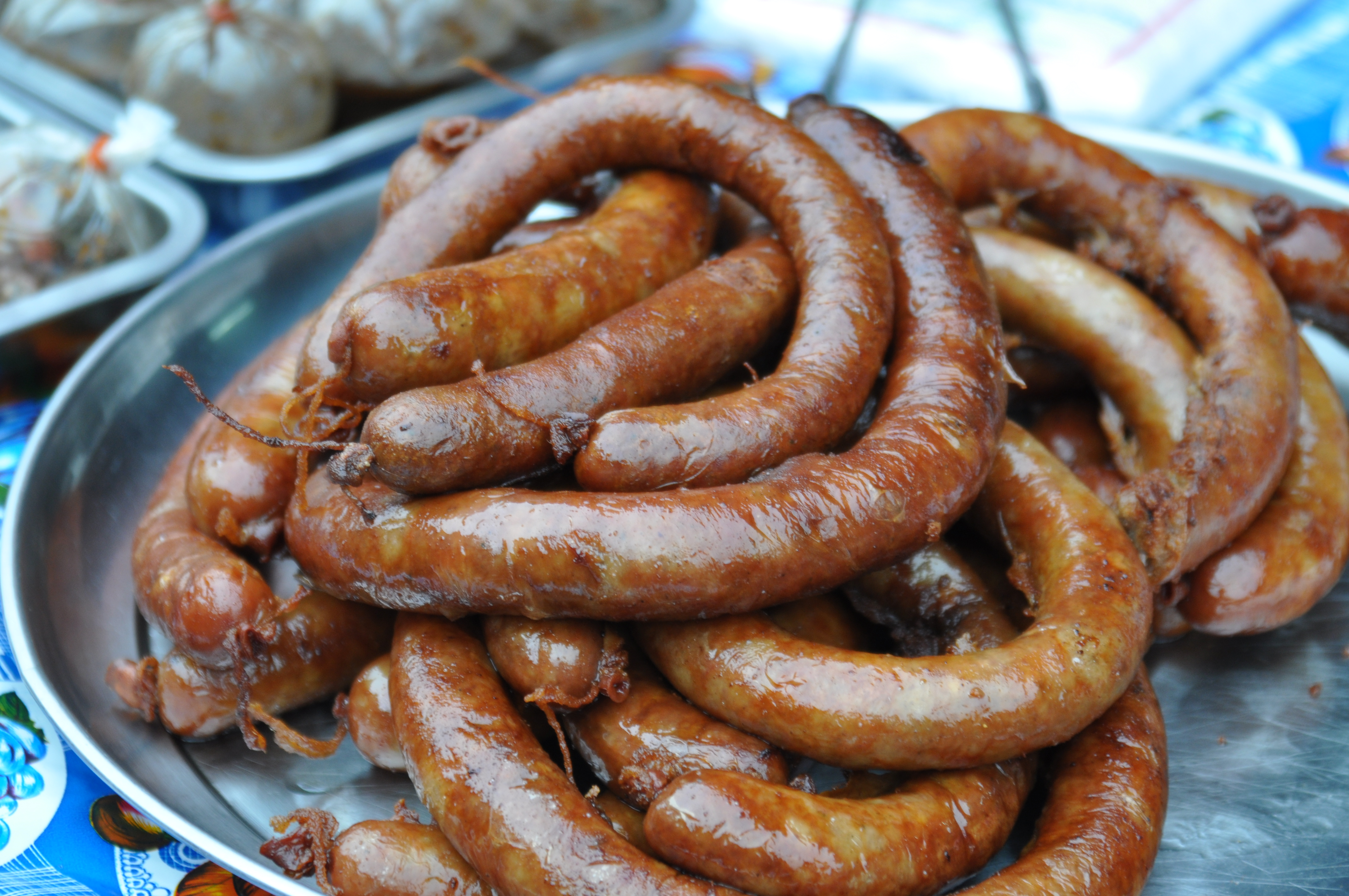
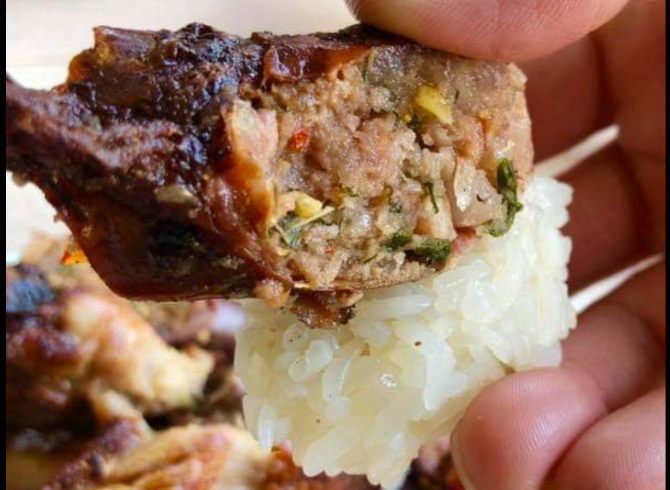
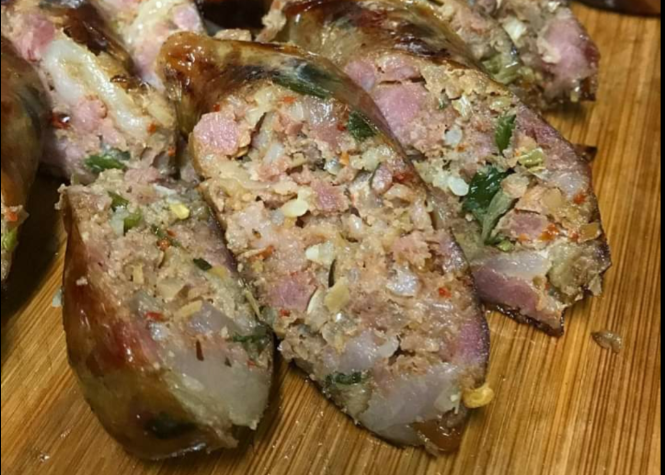
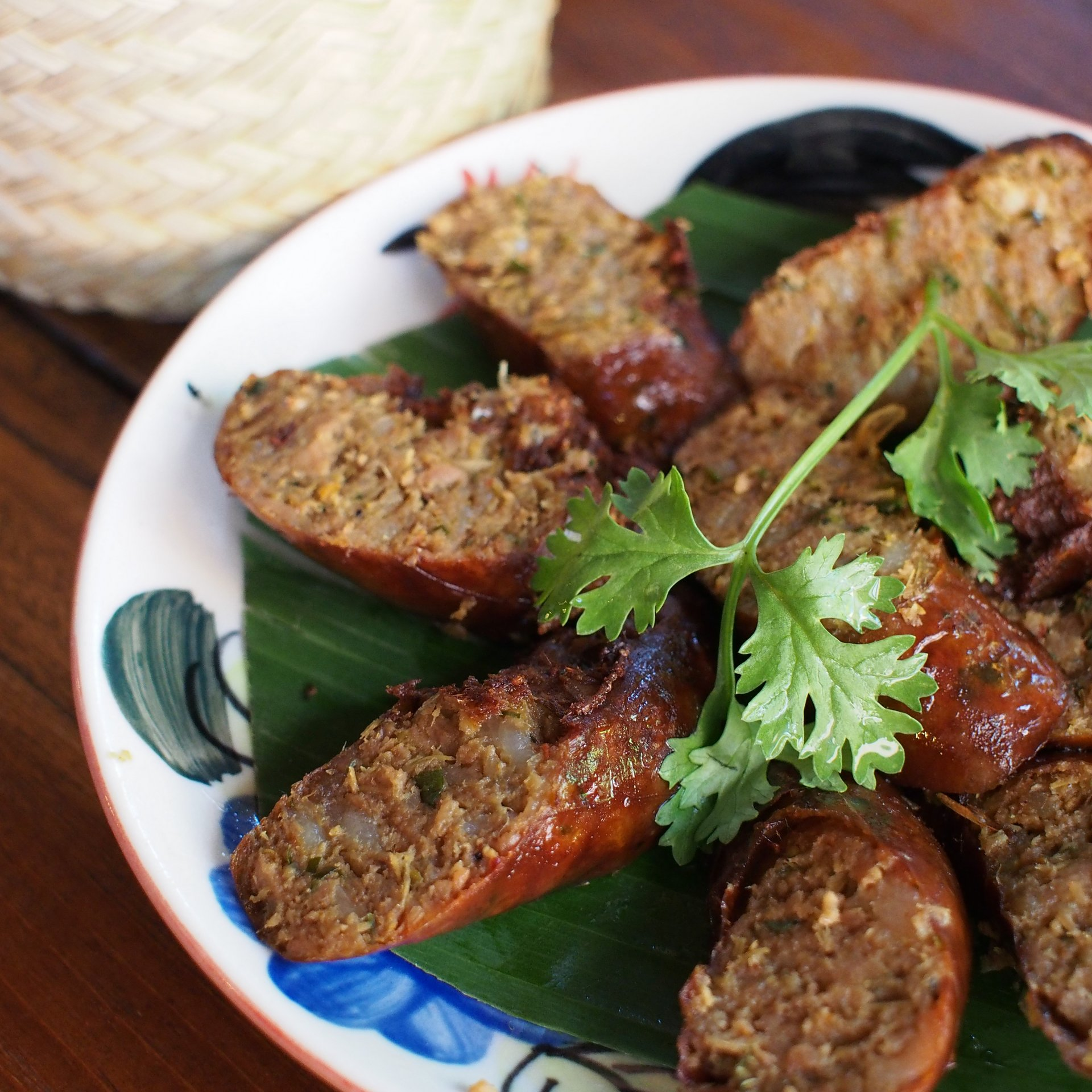

## Versions
- Sai oua moo ou saucisse de porc, littéralement sai (intestin) oua (farci) moo (porc). La recette traditionnelle du sai oua moo servie aux rois laotiens se trouve dans un recueil de recettes manuscrites de Phia Sing (1898-1967), chef cuisinier personnel et maître de cérémonie du roi. Les recettes manuscrites de Phia Sing ont été compilées et publiées pour la première fois en 1981[9].
- Sai oua krouaille ou sai oua kwai (Luang Prabang) : une saucisse de buffle grillée, noire et épicée[6].

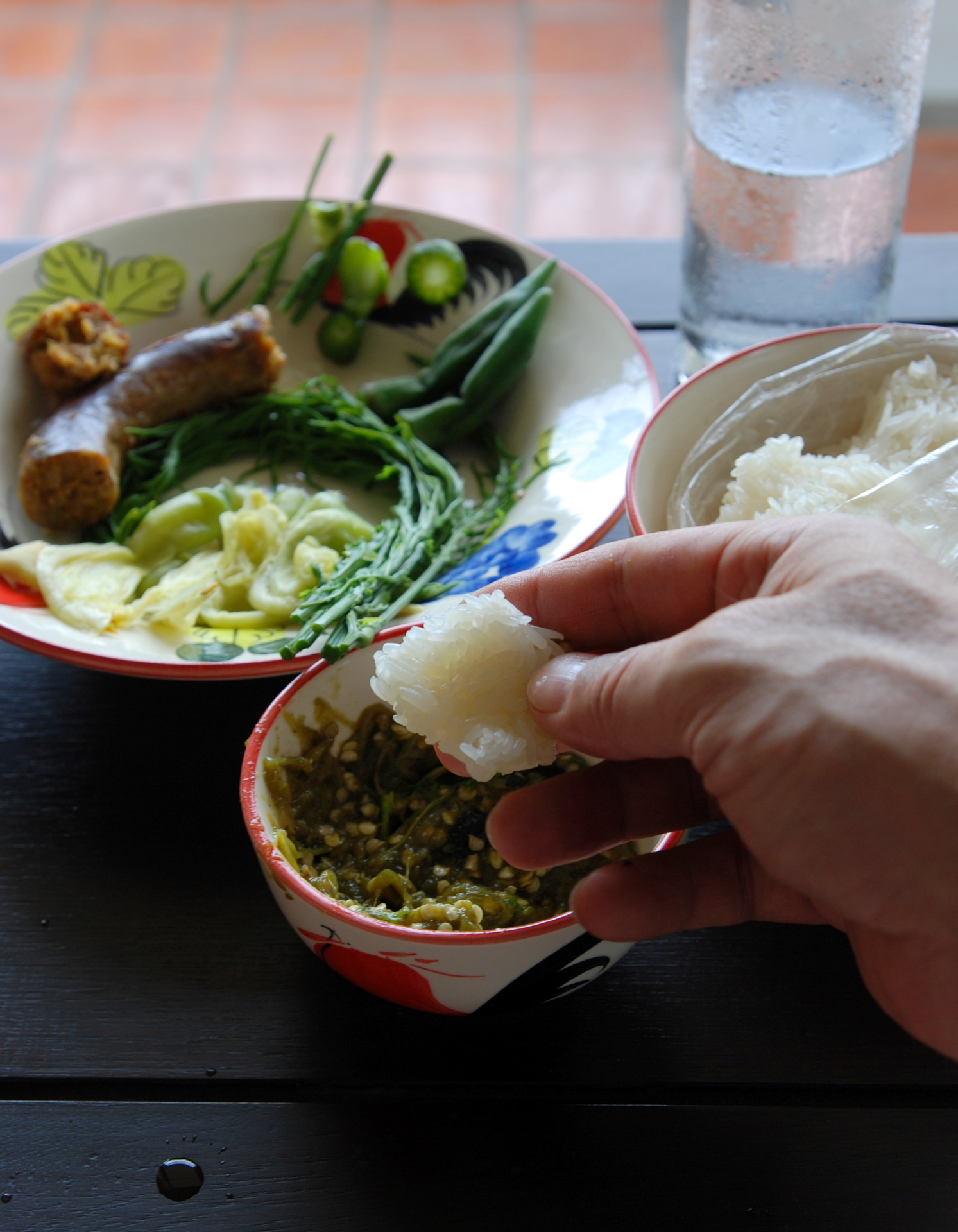
Le khao niao (riz gluant) se mange avec la main droite. En lui donnant une forme aplatie, il est plus facile de prendre des mets comme le nam phrik num (pâte de piment vert grillé). Les autres aliments sont : la sai ua, le krachiap khiao (gombo), le dok khae (fleurs de sésbania) et le chaom (feuilles d'acacia).
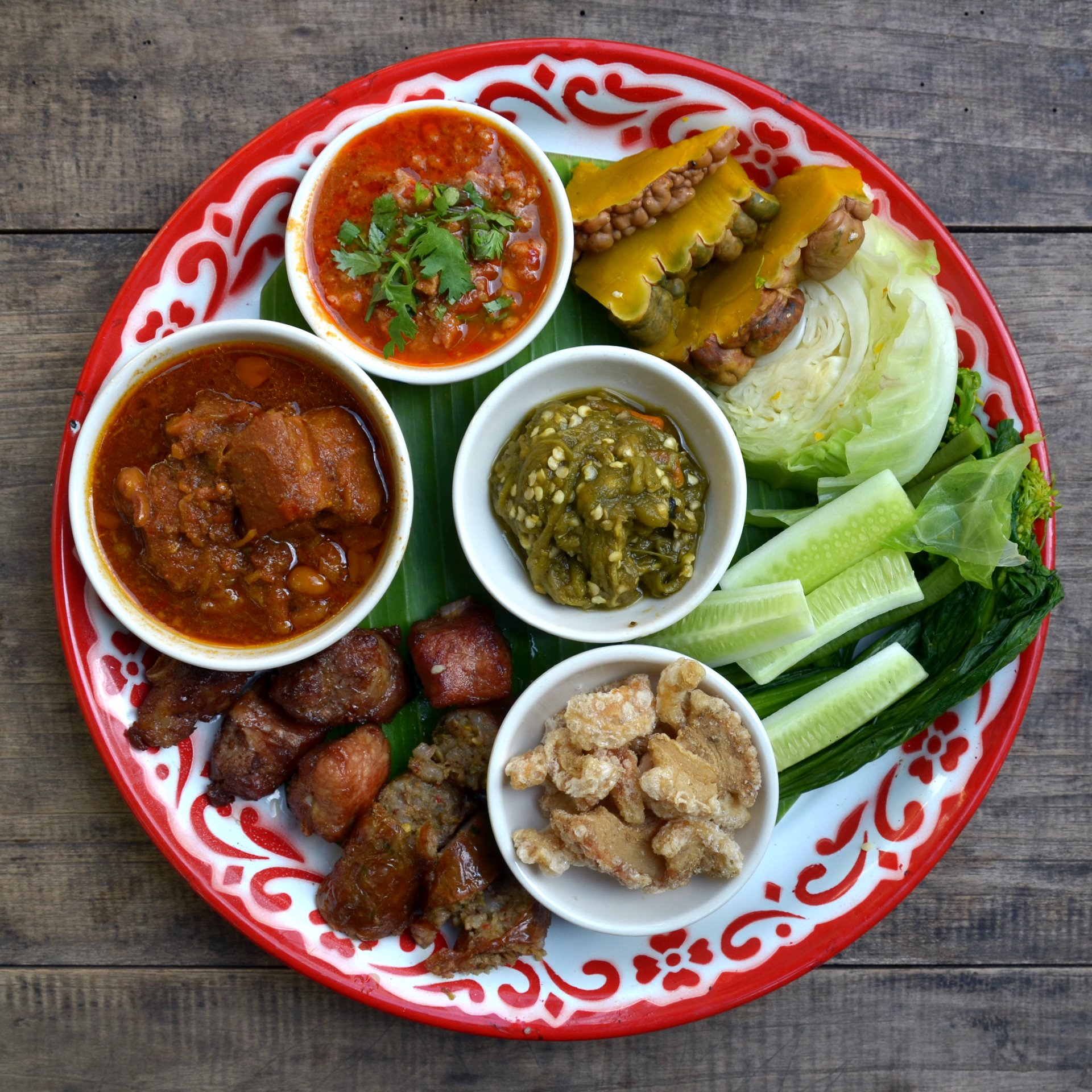
Un échantillon de la cuisine du nord de la Thaïlande (Lanna). En commençant par le haut : nam phrik ong, à gauche le kaeng hangle, au milieu le nam phrik num (purée de piments verts grillés, échalotes et ail), en dessous un petit bol de kaep mu (couennes de porc frites), avec à gauche des tranches de sai ua (saucisse de porc épicée grillée) et de si khrong mu thot (morceaux de côtes de porc frites).
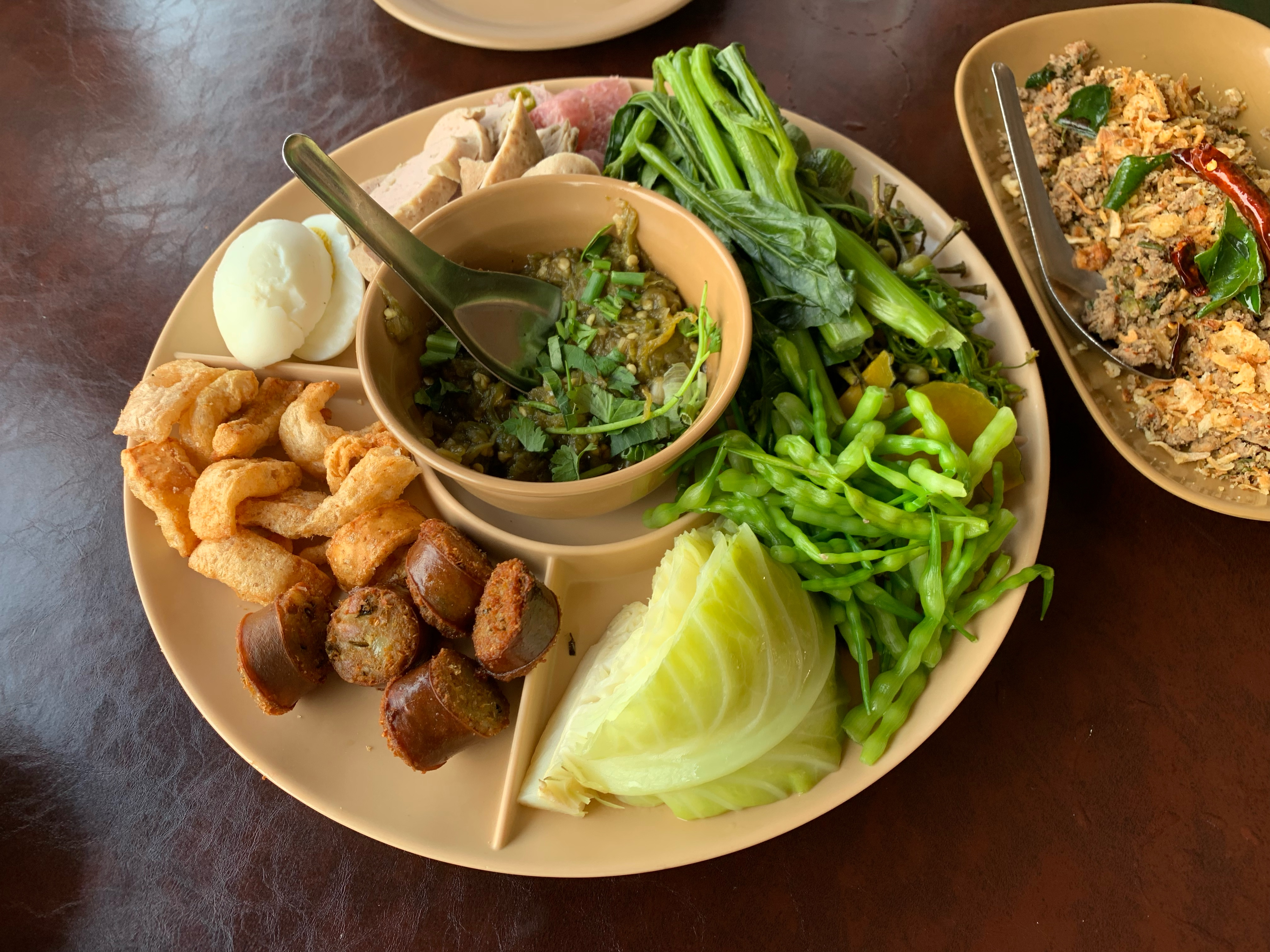
Amuses-bouches, Chiang Rai
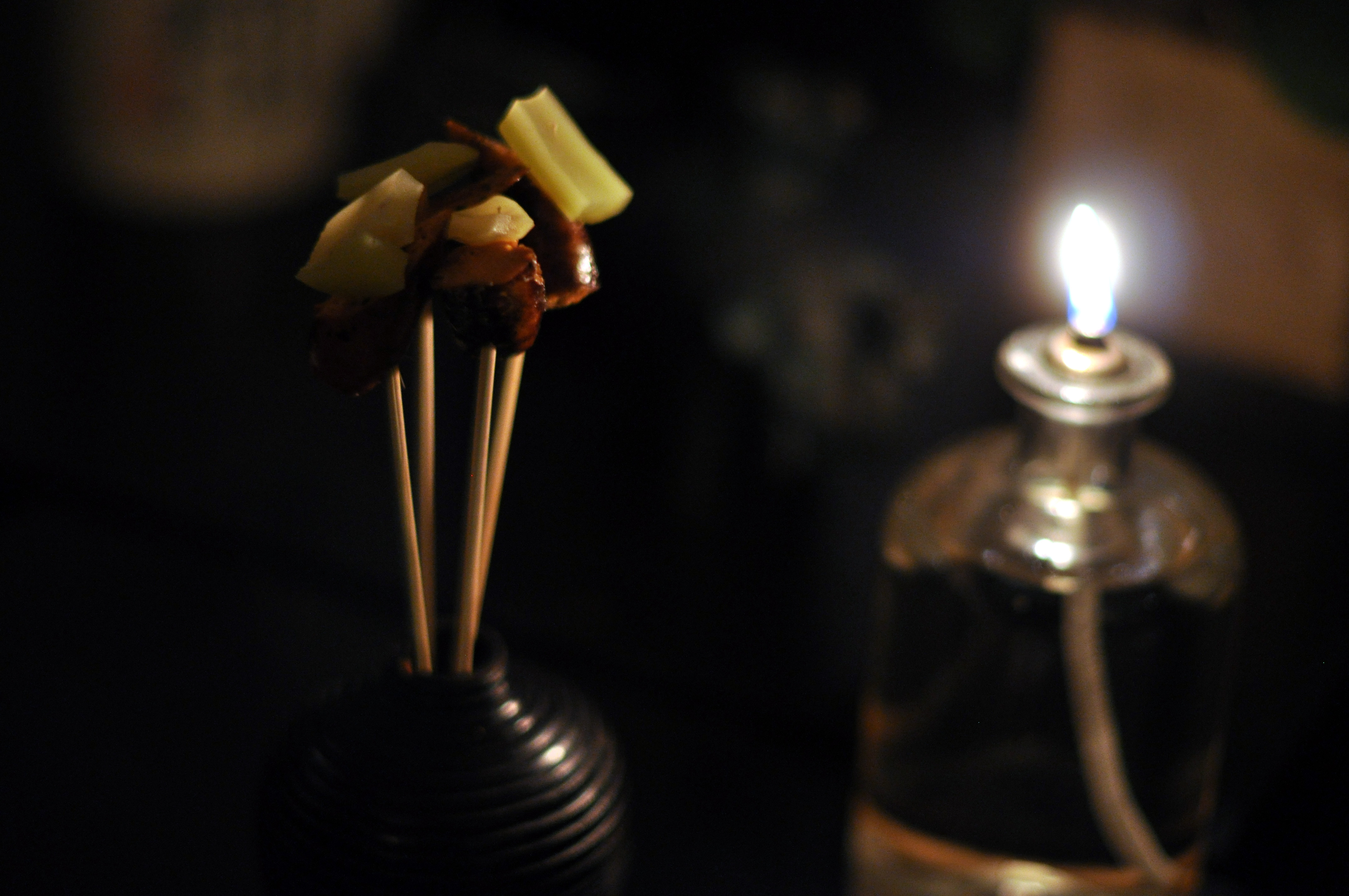
Chianf Mai

## Plats similaires
Les saucisses de la cuisine lao incluent la sai gork (en) (lao : ໄສ້ກອກ, "saucisse lao aigre"), la sai gork wan (Lao : ໄສ້ກອກຫວານ ; saucisse douce), et la sai gork leuat (ໄສ້ກອກເລືອດ ; boudin), naem (ແໜມ ; saucisse aigre) et  mam (thaï : หม่ำ ; saucisse de foie de bœuf).